# 索博日嘎镇
索博日嘎镇，是中华人民共和国内蒙古自治区赤峰市巴林右旗下辖的一个乡镇级行政单位。
索博日嘎镇，因该地有辽代白塔，汉人俗称“白塔子镇”，位于巴林右旗最北部，大兴安岭南麓的赛罕乌拉山脚下，东与巴林左旗接壤，北同锡林郭勒盟搭边，西与林西县相连。

## 地理
全旗总面积1594平方公里，238万亩，其中草场面积127万亩，耕地面积12.8万亩，其中水浇地2.2万亩，林地51万亩。

## 农牧业
2007年，全镇国民生产总值1.09亿元，粮食总产量516.9万公斤，农牧民人均纯收入3410元。2008年6月末，全镇牲畜总头数17.7万头只，其中大畜1.9万头，小畜15.8万只。

## 行政区划
索博日嘎镇下辖以下地区：
塔西村、索博日嘎嘎查、琥硕芒哈嘎查、常兴村、乌兰绍荣嘎查、巴根吐村、辉腾高勒村、骆驼井子村、包木绍绕嘎查、阿日山艾勒嘎查、阿日山高勒村、罕山沟村、朝阳村、黑山头村、太本庙村、荣升村、海日其格村、海日苏达巴村、胡都格绍荣村和太本艾勒嘎查。